# ميخائيل الصقال
ميخائيل أنطون الصَّقّال (1852 - 1938) كاتب وشاعر وصحفي سوري عثماني. ولد في جزيرة مالطة ونشأ
برعاية أبيه أنطون الصقال الذي عاد به إلى مدينة حلب بعد إقامة لم تطل فيها. تعلم اللغة العربية والتركية ثم اشتغل بالتدريس في حلب، ثم محاميًا. سافر إلى الخديوية المصرية سنة 1896، وأصدر مجلة «الأجيال» المصورة، وهي أول مجلة مصورة ظهرت في اللغة العربية. توفي في حلب عن 86 عامًا. له ديوانان وعدة روايات والعديد من المقالات التي نشرتها له صحف عصره. ويعد من أوائل الذين كتبوا الرواية العربية.

## سيرته
ولد ميخائيل بن أنطون بن ميخائيل الصقال سنة 1852 في جزيرة مالطة، ونشأ في مدينة حلب لأسرة الكاثوليكية المعروفة. تلقى علومه فيها ثم اشتغل بالأدب والتاريخ. اتقن العربية والسريانية والإنكليزية والتركية. وفي سنة 1896 سافر إلى مصر وعمل بالصحافة محرّرًا، وأنشأ مجلة «الأجيال» المصورة مدة عام ونصف العام، وكانت أول مجلة مصورة ظهرت في البلاد العربية. وفي مصر كان عضوًا من قبل القنصلية البريطانية يمثلها في القضايا التجارية بين الأجانب والمصريين. وبعد مدة عاد إلى وطنه.  فكان عضوًا مراسلاً للمجمع العربي في دمشق.

توفي ميخائيل الصقال سنة 1938 في حلب. ومن أولاده: فتح الله الصقال.

## أدبه
نظم الشعر وهو ما يزال في السادسة عشرة من عمره. برز في الأدب القصصي، وله عدة روايات. يعتبر من أول الروائيين العرب. جاء في معجم البابطين «شاعر وجداني غزل، فما بين الرضا والصد، تتولد أشجانه، وتحتدم عذاباته، وله شعر في الحنين إلى أيام الصبا. بشعره مسحة تأملية تغلفها الحيرة والقلق مما يعكس تأزمًا وجوديًا لديه، وشعورًا ممضًا بعدم الجدوى. داع إلى المساواة، وإشاعة العدل بين الناس. يميل إلى استجلاء الحكمة والاعتبار، ويتجه إلى إسداء النصيحة، وله شعر في التوسل والتضرع إلى الله تعالى، كما كتب في المدح والتهاني، إلى جانب شعر له في نبذ أخلاق اليهود، وكتب التأريخ الشعري. تتسم لغته بالتدفق واليسر، وخياله طليق. التزم النهج القديم في بناء قصائده.»  ومن شعره «لله ما أزهى الزمان»:

## آثاره
هناك خلط بين أعماله وأعمال والده. من مؤلفاته:
- «طرائف النديم في تاريخ حلب القديم»
- «لطائف الحديث في تاريخ حلب الحديث»
- «العبر»، قصيدة وصف فيها بعض النكبات التاريخية
- «لطائف السحر في سكان الزهرة والقمر»، رواية خيالية، 1907
- كتاب في علم التشريح
- رسالة في النحل